# Seyssel, Ain
Seyssel är en kommun i departementet Ain i regionen Auvergne-Rhône-Alpes i östra Frankrike. Kommunen ligger  i kantonen Seyssel som ligger i arrondissementet Belley. Kommunens areal är 2,4 km². År 2022 hade Seyssel 997 invånare.

## Befolkningsutveckling
Antalet invånare i kommunen Seyssel
Referens: INSEE